# Montana (Bulgaria)
Montana (búlgaro: Монтана) es una ciudad búlgara ubicada en el noroeste del país. Es capital de la provincia homónima y, dentro de ella, es sede del municipio homónimo.
Se ubica a orillas del río Ogosta, en el cruce de la carretera E79 que une Vidin y Vratsa con la carretera 81 que une Sofía y Lom. Al este de la ciudad sale la carretera 13 que lleva a Pleven.

## Historia
Es una de las ciudades más antiguas del país. Se cree que hubo aquí un asentamiento tracio sobre cuyos restos los romanos establecieron uno de los campamentos militares de Mesia. En torno al año 160, este campamento fue elevado a ciudad bajo el nombre de Civitas Montanensium, que deriva del latín mons ("montaña"). A partir del siglo V, la región fue devastada y conquistada por distintos pueblos que eliminaron la cultura grecorromana de la zona, como los hunos, los godos, los eslavos y los ávaros. Los eslavos fueron los que rehabilitaron la localidad, que fue renombrada como Kutlovitsa y fue sede de eparquía durante el Primer y Segundo Imperio Búlgaro.
Los otomanos destruyeron Kutlovitsa y la convirtieron en un despoblado, que en el siglo XV repoblaron adaptando el topónimo como Kutlofça. Tras la independencia, en 1890 cambió su topónimo a Ferdinand en honor a Fernando I, pero en 1945 fue renombrada por los comunistas como Mijailovgrad en honor al comunista Jristo Mijailov. Tras la llegada de la democracia, en 1993 adoptó su actual topónimo en honor al campamento romano original.

## Demografía
Evolución demográfica desde 1934:
| Montana (Монтана) | Montana (Монтана) | Montana (Монтана) | Montana (Монтана) | Montana (Монтана) | Montana (Монтана) | Montana (Монтана) | Montana (Монтана) | Montana (Монтана) | Montana (Монтана) | Montana (Монтана) | Montana (Монтана) | Montana (Монтана) | Montana (Монтана) | Montana (Монтана) |
| ----------------- | ----------------- | ----------------- | ----------------- | ----------------- | ----------------- | ----------------- | ----------------- | ----------------- | ----------------- | ----------------- | ----------------- | ----------------- | ----------------- | ----------------- |
| Año               | 1934              | 1946              | 1956              | 1965              | 1975              | 1985              | 1992              | 2001              | 2005              | 2007              | 2009              | 2011              | 2013              | 2014              |
| Habitantes        | 9045              | 11 178            | 16 278            | 27 298            | 40 085            | 51 595            | 52 476            | 49 176            | 46 866            | 45 934            | 45 350            | 43 375            | 42 426            | 41 814            |

Composición étnica en 2011:
- Búlgaros: 87,43%
- Gitanos: 6,97%